# Cattani
Cattani je brněnská restaurace specializující se na italská jídla, především na domácí těstoviny. V současné době má v Brně dvě pobočky, na adrese Veveří 6 a Josefská 2.

## Historie
Bistro Cattani bylo otevřeno v prosinci roku 2011 na ulici Veveří. Jeho zakladatelé jsou provozní brněnské kavárny Spolek Kamil Novotný a Dan Jílek. Podnik, který zpočátku měl ambice být pouze samoobslužným „fastfoodem“ se brzy změnil podle poptávky zákazníků do současné podoby.[zdroj⁠?!] V dubnu 2014 se Cattani rozrostla o další pobočku, dvoupatrovou provozovnu v Josefské ulici.

## Název
Název Cattani je odvozen nejspíše ze jména inspektor Corrada Cattaniho, který je hlavní postavou italského kriminálního seriálu Chobotnice.[zdroj⁠?!] Postava je známá také kvůli oblíbené hře nazývané Městečko Palermo nebo Mafia, ve které předem určení mafiáni snaží „vyvraždit“ poklidné občany italského města Palerma.